# Iglesia del Santo Sudario
La iglesia del Santissimo Sudario es un lugar de culto católico de Turín, situado en el cruce de Via Piave con Via San Domenico, en la zona del Cuartel Militar de la ciudad del siglo XVIII. Fue construida entre 1734 y 1764.

## Historia
La iglesia del Santísimo Sudario nació por voluntad de la Cofradía del Santísimo Sudario y Beata Virgen de las Gracias de Turín, fundada en 1598 y todavía activa hoy. En la primera mitad del siglo XVIII, el duque Vittorio Amedeo II, comprendiendo el gran potencial del voluntariado, estableció que las cofradías formalizasen su compromiso en el ámbito filantrópico-social. Las cofradías estuvieron en primera línea: cada una eligió una actividad vinculada a su propia historia o tradición antigua. La Cofradía del SS Sudario eligió el complejo compromiso hacia los enfermos mentales, grave problema social, ya que en aquella época no existían estructuras para su cura y rehabilitación. En 1728 Vittorio Amedeo II aprobó el proyecto presentado para la construcción de un hospital y donó un terreno, conocido como Isola di Sant'Isidoro, en el que se construyó el primer centro para enfermos mentales del estado de Saboya, conocido más tarde como “Ospedale dei Pazzerelli”. Posteriormente, en 1734, se construyó una capilla interior, es decir un oratorio, destinado a las funciones religiosas del hospital, que constituiría la estructura básica de la actual iglesia.
El diseño de la iglesia fue confiado al ingeniero Ignazio Mazzone. Consta de una nave rectangular, ligeramente redondeada en los ángulos, que se abre al fondo y forma el presbiterio. A los lados del presbiterio se pueden observar dos pequeños coros y dos galerías decoradas, cerradas por rejas de madera artísticamente talladas, donde se sentaban los hermanos y hermanas de la Cofradía. En 1764 se abrió la puerta de la calle. El motivo de esta apertura se debe una vez más a la acción social de la Cofradía, que ofrece al Duque Carlo Emanuele III la disponibilidad de sus capellanes para la asistencia religiosa a los militares y a sus familias y también a los habitantes de los cuarteles militares construidos a pocos pasos de la Iglesia. Los hermanos también se comprometen a ayudar a los soldados enfermos y a visitarlos en los hospitales.
Para la decoración interior de la iglesia, el pintor de la corte real Claudio Francesco Beaumont convocó un concurso. La decoración arquitectónica ornamental del trampantojo fue encargada al pintor veneciano Pietro Alzeri, mientras que las decoraciones fueron encargadas al piamontés Pietro Milocco. Si miras hacia arriba verás la bóveda cuyos motivos arquitectónicos fueron perfectamente diseñados en perspectiva por Pietro Milocco.
La fachada, originalmente no incluida en el proyecto inicial, fue encargada posteriormente a Giovanni Battista Borra . que se inspira en la arquitectura de Amedeo di Castellamonte presente en la Saint-Chapelle de Chambéry. En 1770 la iglesia fue dotada de un campanario diseñado por el ingeniero Peracca.
La iglesia está actualmente incluida en el itinerario de visita del Museo de la Sábana Santa, alojado en la cripta del edificio.
A partir de agosto de 2020, gracias a la iniciativa de los Amigos del Museo de la Sábana Santa, es posible realizar una visita virtual  de la iglesia.

## Entradas relacionadas
- Sábana Santa de Turín
- Museo de la Sábana Santa
- Iglesia del Santo Sudario de los Piamonteses
- Lugares de culto en Turín